# Ehrenmal am Fuchsberg (Düren)
Das Ehrenmal am Fuchsberg in Düren, Nordrhein-Westfalen, war ein Denkmal für die Gefallenen des Ersten Weltkrieges.
In den 1930er Jahren wurde der „Verein zur Errichtung des Dürener Ehrenmals“ gegründet. Er hatte die Aufgabe, sich um die Finanzierung, die Planung und den Bau des Ehrenmales zu kümmern. Vorsitzender war Friedrich Schüll. Den Planungsentwurf erstellte Stadtbaumeister Max Ernst Schneiders, der auch Teile des Grüngürtels plante. Die Namen der etwa 700 im Krieg gefallenen Einwohner sollten auf Steintafeln eingemeißelt werden. 
Im Westdeutschen Beobachter vom 18. Mai 1938 wurde die Namensliste der Gefallenen veröffentlicht. Fehlende oder falsche Namen sollten der Kriegsfürsorgestelle Düren gemeldet werden. 
Am 22. Mai 1938 wurde der Grundstein für das Denkmal gelegt. Im Zweiten Weltkrieg wurden die Bauarbeiten eingestellt. Das Denkmal wurde auf Grund seiner runden Form und seiner imposanten Größe im Volksmund „Elefantenklo“ genannt. Im Frühjahr 1975 wurde das Ehrenmal wegen eines dort entstehenden Neubaugebietes abgerissen.